# Michelada
Michelada er en populær mexicansk drik, der består af limesaft, salt, øl, isterninger, Tabasco-sovs og Worcestershire Sauce. Der findes imidlertid flere lokale varianter af michelada, hvor nogen af ingredienserne byttes ud med teriyakisauce, maggisauce, eller sojasovs. Drikken opstod i Mexico i 1940'erne, da det begyndte at blive populært at blande øl med stærk krydret sauce.